# Phytoliriomyza curtifistula
Phytoliriomyza curtifistula este o specie de muște din genul Phytoliriomyza, familia Agromyzidae, descrisă de Mitsuhiro Sasakawa în anul 1996. Conform Catalogue of Life specia Phytoliriomyza curtifistula nu are subspecii cunoscute.